# قلعه تورکو
قلعه تورکو (فنلاندی: Turun linna) یک ساختمان قرون وسطایی در شهر تورکو است. این قلعه همراه با کلیسای جامع تورکو یکی از قدیمی‌ترین ساختمان‌هایی است که هنوز مورد استفاده قرار می‌گیرد و بزرگ‌ترین ساختمان قرون وسطایی حفظ شده در فنلاند است.
این بنا در اواخر قرن سیزدهم تأسیس شد و در ساحل آئورا یوکی قرار دارد. این قلعه به عنوان یک دژ و یک مرکز اداری در شرق عمل می‌کرد، زیرا فنلاند در آن زمان به عنوان استان سوئد شناخته می‌شد. این قلعه تنها یک بار در دفاع از منطقه شرکت کرد، زمانی که مهاجمان روسی از ولیکی نووگورود، تورکو را در سال ۱۳۱۸ ویران کردند. قلعه عمدتاً در جنگ داخلی در سوئد و اتحاد کالمار شرکت داشت. اوج شکوفایی این قلعه در اواسط قرن شانزدهم در زمان سلطنت یوهان سوم و کاتارینا جاگلون فنلاند بود. در آن زمان بود که طبقه موسوم به رنسانس و تالار شاه و ملکه به همراه ویژگی‌های دیگر ساخته شد. امروزه قلعه تورکو پربازدیدترین مکان تاریخی فنلاند است که در برخی سال‌ها ۲۰۰۰۰۰ بازدیدکننده دارد. علاوه بر این، بسیاری از اتاق‌های بزرگتر این قلعه توسط توابع شهرداری برای امور اداری استفاده می‌شود.